# Amphicosmus arizonensis
Amphicosmus arizonensis är en tvåvingeart som beskrevs av Johnson 1960. Amphicosmus arizonensis ingår i släktet Amphicosmus och familjen svävflugor.
Artens utbredningsområde är Arizona. Inga underarter finns listade i Catalogue of Life.